# Aptenodytes ridgeni
Aptenodytes ridgeni is een uitgestorven soort uit het Vroeg-Plioceen van Nieuw-Zeeland. De soort behoorde tot het geslacht Aptenodytes en de familie der pinguïns. De soort kon rechtopstaand tot 100 centimeter groot zijn.